# El Pueblo Cántabro
El Pueblo Cántabro fue un periódico español editado en Santander entre 1914 y 1927.

## Biografía
El diario nació en 1914, como órgano maurista, a partir de una escisión de escisión del conservador La Atalaya. Su primer número salió a la calle el 7 de junio de 1914. Entre sus fundadores se encontraban Eduardo Pérez del Molino, Pedro Acha, Luis de Escalante, etc. Durante la Dictadura de Primo de Rivera el diario apoyaría al nuevo régimen.
Dejó de editarse en 1927, tras fusionarse con La Atalaya y dar paso a la fundación de La Voz de Cantabria.
- Sanz Hoya, Julio (2006). De la resistencia a la reacción: las derechas frente a la Segunda República (Cantabria, 1931-1936). Santander: Servicio de Publicaciones de la Universidad de Cantabria. ISBN 84-8102-420-1.
- Simón Cabarga, José (1982). Historia de la prensa santanderina. Centro de Estudios Montañeses. ISBN 84-500-8281-1.
- Simón Cabarga, José (2001). Santander en la Historia de sus calles. Libreria Estudio.

- Datos: Q52380997